# Bourguignon-lès-Conflans
Bourguignon-lès-Conflans is een gemeente in het Franse departement Haute-Saône (regio Bourgogne-Franche-Comté) en telt 132 inwoners (2011). De plaats maakt deel uit van het arrondissement Lure.

## Geografie
De oppervlakte van Bourguignon-lès-Conflans bedraagt 8,1 km², de bevolkingsdichtheid is 16,3 inwoners per km².
De onderstaande kaart toont de ligging van Bourguignon-lès-Conflans met de belangrijkste infrastructuur en aangrenzende gemeenten.

## Demografie
Onderstaande figuur toont het verloop van het inwonertal (bron: INSEE-tellingen).